# Антоновка (Архаринский район)
В Амурской области также есть Антоновка в Завитинском районе и Антоновка в Мазановском районе.
Анто́новка — село в Архаринском районе Амурской области. Административный центр Антоновского сельсовета.

## География
Село Антоновка расположено к западу от районного центра Архара.
Автомобильная дорога к селу Антоновка идёт на север от трассы Архара — Иннокентьевка, расстояние до Архары — 12 км.
От села Антоновка на север через сельскохозяйственные угодья идёт дорога к селу Красная Горка, расстояние — около 13 км.

## История
Село основано в 1956 году. Названо по фамилии первого поселенца – Антонова.

## Население
| 2002 | 2010 | 2012 | 2013 | 2014 | 2015 | 2016 |
| ---- | ---- | ---- | ---- | ---- | ---- | ---- |
| 321  | ↘153 | ↘152 | ↘147 | ↘136 | ↘133 | ↘116 |
| 2017 | 2018 |      |      |      |      |      |
| ↘103 | ↘91  |      |      |      |      |      |

## Экономика
Сельскохозяйственные предприятия Архаринского района.